# Окампос, Лукас
Лу́кас Ариэ́ль Ока́мпос (исп. Lucas Ariel Ocampos, испанское произношение: [ˈlukas aˈɾjel oˈkampos]; род. 11 июля 1994, Кильмес) — аргентинский футболист, вингер клуба «Монтеррей».

## Клубная карьера

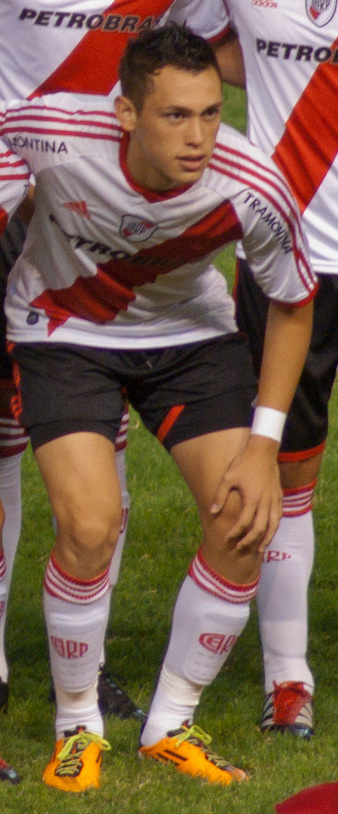
Окампос в составе «Ривер Плейта»

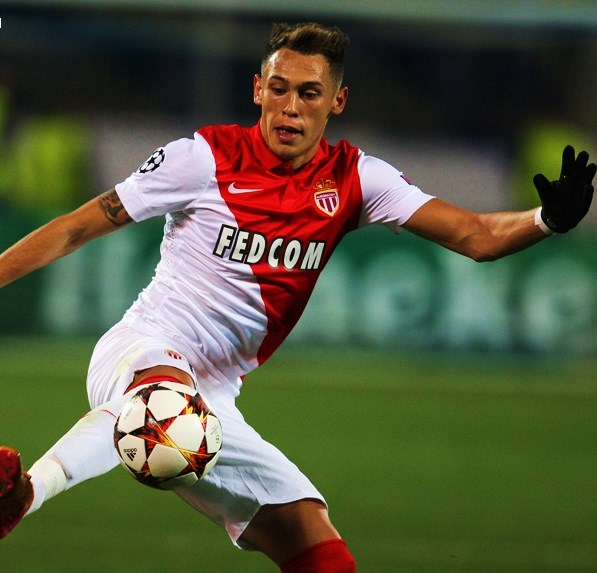
Окампос в составе «Монако»

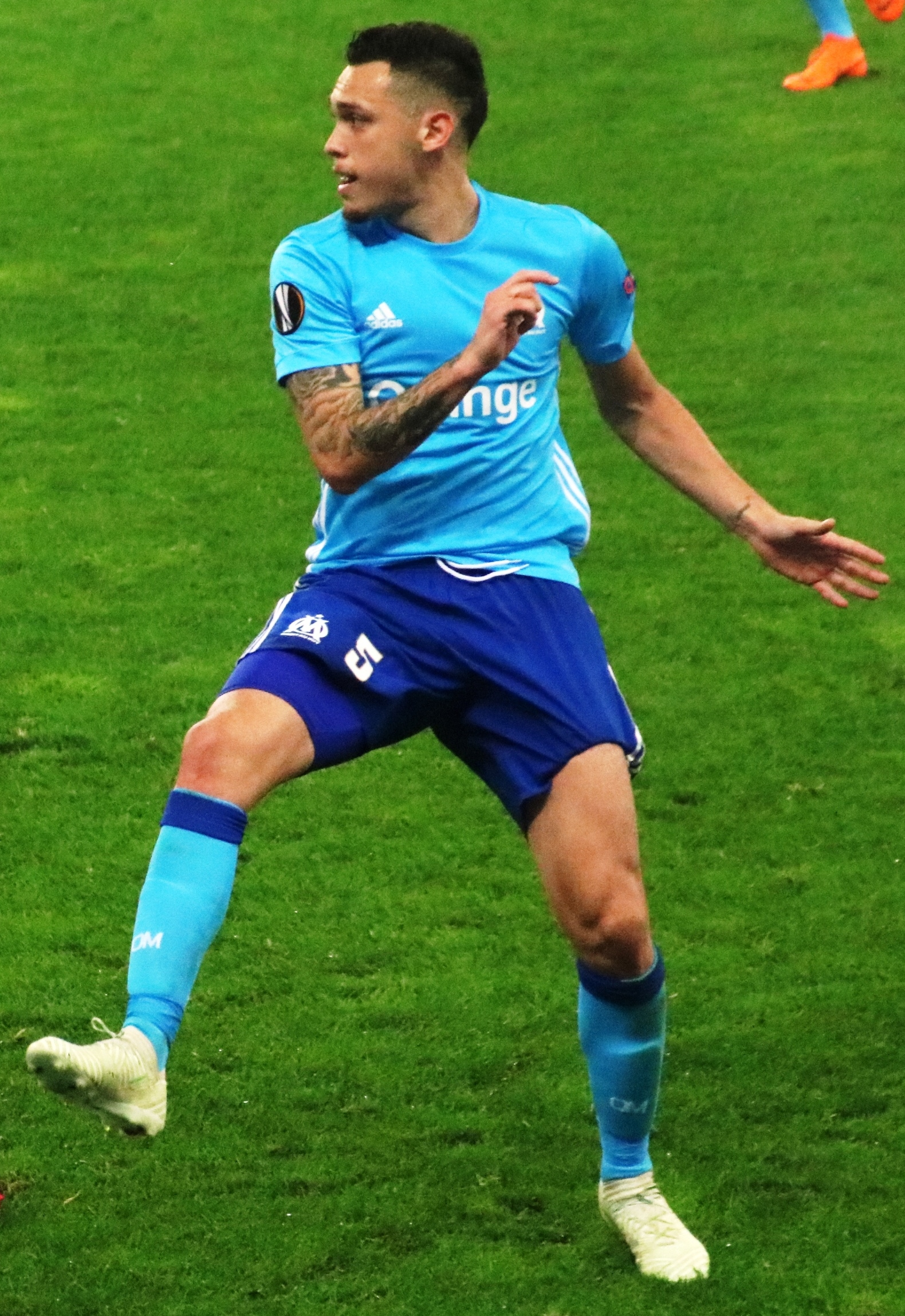
Окампос в составе «Марселя»

Лукас родился в городке Кильмес, Аргентина. Является воспитанником местного одноимённого клуба, являющегося старейшим клубом страны и всего южноамериканского футбола. Лукас выступал в детских и юношеских командах «Кильмеса», но в основном составе не дебютировал, так как после попал в сферу интересов «Ривер Плейта» и вскоре отправился в Буэнос-Айрес. 17 августа 2011 года в матче против «Чакарита Хуниорс», Лукас дебютировал в аргентинской Примере. Уже в следующей игре против «Индепендьенте Ривадавия», он забил свой первый мяч за новый клуб. В течение сезона 2011/12 Лукас забил 7 мячей в 39 матчах, а также выиграл чемпионат Примеры B.
В августе 2012 года Окампос перешёл во французский клуб «Монако», выступающий в Лиге 2. Сумма трансфера составила около 10 млн. €. 31 августа в матче против «Гавра» (2:1), Лукас дебютировал за монегасков. 26 сентября в поединке Кубка Франции против «Валансьена», Окампос забил свой дебютный гол за «Монако» и помог команде добиться ничьей, 2:2. В этом же матче отдал голевую передачу на Гари Кагельмахера. В дебютном сезоне во Франции провёл 29 матчей и забил 4 гола. «Монако» без каких-либо проблем заработал путевку в элитный дивизион. Своё возвращение в элиту «монегаски» отметили очередными значимыми покупками. В частности, за 50 миллионов был куплен Радамель Фалькао. Разумеется, Окампос не мог конкурировать с такими мастодонтами, поэтому большинство матчей начинал на скамейке запасных. На старте сезона 2014/15 Окампос решил покинуть «Монако». Однако «монегаски» не получили предложение, которое устраивало бы их, поэтому аргентинец остался в команде до января.
В начале 2015 года Лукас на правах аренды перешёл в марсельский «Олимпик». 7 февраля в матче против «Ренна» он дебютировал за новую команду. В этом же поединке Окампос забил свой первый гол за марсельцев.
30 июня «Марсель» сообщил о том, что достигнута договоренность относительно полноценного трансфера Окампоса из «Монако». С игроком был подписан долгосрочный контракт. 23 августа в матче против «Труа» Лукас забил свой первый гол в новом сезоне. Летом 2016 года он на правах аренды перешёл в итальянский «Дженоа». 21 августа в матче против «Кальяри» он дебютировал в итальянской Серии A. 6 ноября в поединке против «Удинезе» Лукас забил свой первый гол за «Дженоа».
30 января 2017 Окампос был арендован «Миланом» до конца сезона-2016/2017. 5 февраля в матче против «Сампдории» он дебютировал за новую команду, заменив во втором тайме Андреа Бертолаччи. Летом Лукас вернулся в Марсель. В матчах Лиги Европы против португальской «Витории Гимарайнш» и испанского «Атлетик Бильбао» он забил четыре гола и помог команде выйти в финал турнира.
3 июля 2019 года игрока приобрела «Севилья». Сумма трансфера составила 15 млн евро. 18 августа в матче против «Эспаньола» он дебютировал в Ла Лиге. 26 сентября в поединке против «Эйбара» Лукас забил свой первый гол за «Севилью». В матче 34 тура сезона 2019/20 Лукас вновь забил гол в ворота «Эйбара» — этот мяч оказался победным. В конце встречи из-за травмы вратаря Томаша Вацлика Окампос встал в ворота и сумел отбить удар, нанесённый вратарём соперника Марко Дмитровичем, прибежавшим на последние секунды в чужую штрафную.
31 августа 2022 года Окампос перешёл на правах аренды в амстердамский «Аякс» до конца сезона 2022/23. 3 сентября в матче против «Камбюра» он дебютировал в Эредивизи, выйдя на замену вместо Душана Тадича. В январе 2023 года арендное соглашение было прекращено и Окампос вернулся в «Севилью». В 2023 году Лукас помог команде выиграть Лигу Европы, отметившись голом в ворота нидерландского ПСВ.

## Международная карьера
В 2011 году Окампос принял участие в юношеском чемпионате Южной Америки в Эквадоре. На турнире он сыграл в матчах против команд Перу, Боливии, Эквадора, Парагвая, Бразилии, Колумбии и дважды Уругвая. В поединках против перуанцев, боливийцев и колумбийцев Лукас забил по голу.
Летом того же года Окампос принял участие в юношеском чемпионате мира в Мексике. На турнире он сыграл в матчах против команд Франции, Ямайки, Англии и Японии.
9 октября 2019 года в товарищеском матче против сборной Германии Окампос дебютировал за сборную Аргентины. В этом же поединке он забил свой первый гол за национальную команду.

### Голы за сборную Аргентины
| #  | Дата            | Место                                   | Противник | Счёт | Результат | Соревнование      |
| -- | --------------- | --------------------------------------- | --------- | ---- | --------- | ----------------- |
| 1. | 9 октября 2019  | Сигнал Идуна Парк, Дортмунд, Германия   | Германия  | 2:2  | 2:2       | Товарищеский матч |
| 2. | 13 октября 2019 | Мануэль Мартинес Валеро, Эльче, Испания | Эквадор   | 1:6  | 1:6       | Товарищеский матч |

## Достижения
Клубные
«Ривер Плейт»
- Победитель Примеры B: 2011/12

«Монако»
- Победитель Лиги 2: 2012/13

«Севилья»
- Победитель Лиги Европы УЕФА (2): 2019/20, 2022/23

Международные
Сборная Аргентины (до 17)
- Бронзовый призёр юношеского чемпионата Южной Америки: 2011

## Статистика выступлений
| Клуб             | Сезон            | Лига | Лига | Кубок страны | Кубок страны | Кубок лиги | Кубок лиги | Еврокубки | Еврокубки | Итого | Итого |
| Клуб             | Сезон            | Игры | Голы | Игры         | Голы         | Игры       | Голы       | Игры      | Голы      | Игры  | Голы  |
| ---------------- | ---------------- | ---- | ---- | ------------ | ------------ | ---------- | ---------- | --------- | --------- | ----- | ----- |
| Монако           | 2012/13          | 29   | 4    | 0            | 0            | 2          | 1          | 0         | 0         | 31    | 5     |
| Монако           | 2013/14          | 34   | 5    | 4            | 2            | 1          | 0          | 0         | 0         | 39    | 7     |
| Монако           | 2014/15          | 17   | 1    | 2            | 1            | 1          | 0          | 6         | 1         | 26    | 3     |
| Монако           | Итого            | 80   | 10   | 6            | 3            | 4          | 1          | 6         | 1         | 96    | 15    |
| Олимпик Марсель  | 2014/15          | 14   | 2    | 0            | 0            | 0          | 0          | 0         | 0         | 14    | 2     |
| Олимпик Марсель  | 2015/16          | 17   | 1    | 1            | 0            | 1          | 1          | 6         | 2         | 25    | 4     |
| Олимпик Марсель  | 2017/18          | 31   | 9    | 4            | 3            | 1          | 0          | 17        | 4         | 53    | 16    |
| Олимпик Марсель  | 2018/19          | 34   | 4    | 1            | 0            | 1          | 0          | 4         | 1         | 40    | 5     |
| Олимпик Марсель  | Итого            | 96   | 16   | 6            | 3            | 3          | 1          | 27        | 7         | 132   | 27    |
| Дженоа           | 2016/17          | 14   | 3    | 3            | 0            | —          | —          | 0         | 0         | 17    | 3     |
| Милан            | 2016/17          | 12   | 0    | 0            | 0            | —          | —          | 0         | 0         | 12    | 0     |
| Севилья          | 2019/20          | 22   | 10   | 4            | 2            | —          | —          | 3         | 0         | 29    | 12    |
| Всего за карьеру | Всего за карьеру | 224  | 39   | 19           | 8            | 7          | 2          | 36        | 8         | 286   | 57    |